# Abschnittsbefestigung Herrenwald

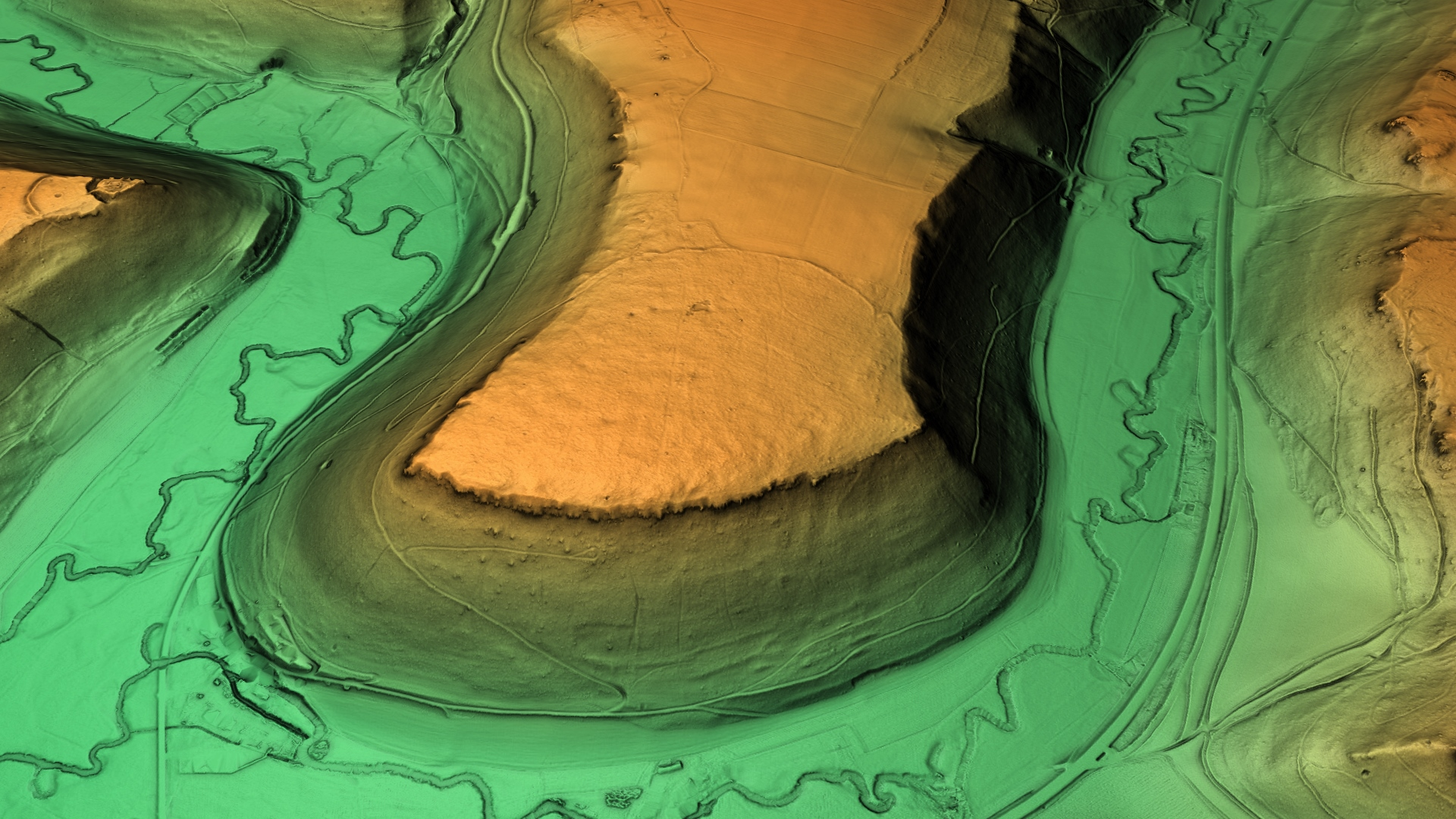
3D-Ansicht des digitalen Geländemodells

Die Abschnittsbefestigung Herrenwald liegt 1200 bis 1400 m südsüdöstlich von Premerzhofen, heute ein Ortsteil des Oberpfälzer Marktes Breitenbrunn im Landkreis Neumarkt in der Oberpfalz von Bayern. Die Abschnittsbefestigung liegt am Nordrand der Flur Herrenwald, die sich zwischen der Unterbürger Laber und der Breitenbrunner Laber erstreckt. Die Anlage wird als Bodendenkmal unter der Aktennummer D-3-6935-0086 im Bayernatlas als „Abschnittsbefestigung vor- und frühgeschichtlicher Zeitstellung“ geführt. 

## Beschreibung
Quer über das Südende der Hochfläche zwischen den beiden Flüssen zieht sich am Waldrand ein niedriger und stellenweise verschleifter 450 m langer Wall hin. An manchen Stellen ist dieser ausgezackt. Sein West- und Ostende biegt jeweils nach Süden ein und läuft in der teils ausgeprägten Hangoberfläche aus. Die Anlage wird als vor- und frühgeschichtlich eingeordnet und möglicherweise auch als mittelalterlich eingeschätzt. Ein Teil der Befestigung scheint rezent als Wirtschaftsgrenze angelegt zu sein.